# Paul van der Sterren
Paul van der Sterren (Venlo, 17 marzo 1956) è uno scacchista olandese, Grande maestro.
Vinse il campionato olandese nel 1985 e 1993.
Partecipò con la nazionale olandese a otto olimpiadi degli scacchi dal 1982 al 2000, vincendo la medaglia di bronzo di squadra alle olimpiadi di Salonicco 1988.
Nel 1993 si classificò =1º con Boris Gelfand al torneo interzonale di Biel, accedendo ai match dei candidati. Nell'incontro del primo turno che si svolse a Wijk aan Zee nel 1994 perse contro Gata Kamskij 2,5-4,5.
Raggiunse il massimo punteggio Elo nel 1994, con 2605 punti (48º posto al mondo).
Tra i principali risultati di torneo i seguenti:
- 1979 : 2º al torneo di Wijk aan Zee-B
- 1980 : =1º a Londra
- 1989 : 1º a Ostenda e =1º a Monaco con Jeroen Piket
- 1991 : 2º a Altensteig dietro a Oleksandr Černin
- 1992 : 1º a Nettetal
- 1993 : =1º a Bruxelles con Loek van Wely
- 1994 : 1º a Anversa, davanti a Viktor Korčnoj

Dal 2002 non partecipò più a tornei importanti.